# تيكومسيه (أوزارك)
تيكومسيه هي منطقة فردية في شرق مقاطعة أوزارك جنوب ولاية ميزوري. وهي تقع على بعد حوالي عشرة أميال إلى الشرق من غينزفيل و32 كم غرب مدينة ويست بلاينز على الطرق السريع 160 في الولايات المتحدة. على الرغم من أنها غير مدمجة، إلا أن فيها مكتب للبريد مع الرمز البريدي 65760.
مكتب بريد تيكومسيه يعمل منذ عام 1898. وقد سُمّيت باسم تيكومسيه، زعيم قبيلة شاوني الهندية.

## وصلات خارجية
- مكتب البريد في تيكومسيه